# SoftBank 205SH
AQUOS PHONE ss 205SH（アクオスフォン エスエス ニーマルゴエスエイチ）は、シャープによって開発された、ソフトバンクモバイルの第3.9世代移動通信システム（SoftBank 4G）端末である。SoftBank スマートフォンシリーズのひとつ。OSはAndroid 4.1を搭載している。

## 概要
PANTONEシリーズではなくAQUOS PHONEシリーズとなっているが107SHの事実上の後継機種で、大幅なスペックアップが図られている。
放射能測定機能が向上しており、107SHと比べて測定時間が約60秒に短縮されている。
また、チャイルドロック機能を搭載しており、オンにすると画面上のタッチ操作ができなくなる。解除するには電源キーを押していったんスリープ状態にし、再度スリープから復帰しない限り画面操作できない仕組みとなっている。

## その他機能
| 主な対応サービス      | 主な対応サービス | 主な対応サービス | 主な対応サービス |
| --------------------- | ---------------- | ---------------- | ---------------- |
| 3G                    | SoftBank 4G      | テザリング       | WiFi             |
| Bluetooth             | 赤外線通信       | GPS              | ワンセグテレビ   |
| おサイフケータイ／NFC | 緊急速報メール   | 防水／防塵       |                  |

## 歴史
- 2013年5月7日 - ソフトバンクモバイルより発表。
- 2013年6月21日 - 発売[3]。
- 2019年9月30日 - 修理受付を終了。